# کونسیسائو دو کویته
کونسیسائو دو کویته (به پرتغالی: Conceição do Coité) یک منطقهٔ مسکونی در برزیل است که در باهیا واقع شده‌است. کونسیسائو دو کویته ۶۷٬۰۱۳ نفر جمعیت دارد.